# Voyageur (песен на Енигма)
Voyageur е първият сингъл от общо три от петия студиен албум „Voyageur“ на немската ню ейдж/електронна група Енигма. Песента е издадена на 29 септември 2003 от Virgin Records/EMI. Към песента е сниман и видеоклип. Видеото към песента е заснет на място в Прага, Чехия.

## Песни
1. Voyageur (Radio Edit) – 3:53
2. Voyageur (Club Mix) – 6:21
3. Voyageur (Chillout Mix) – 4:52
4. Voyageur (Dance Mix) – 5:29